# Marcin Głowacki (reżyser)
Marcin Głowacki (ur. 1973 w Sanoku) – polski pisarz, dziennikarz, realizator telewizyjny, reżyser filmowy.

## Życiorys
Jest absolwentem I LO im. K.E.N. w Sanoku z 1992 oraz absolwentem Wydziału Socjologii Uniwersytetu Jagiellońskiego.
Jako pisarz zadebiutował w 1994 roku cyklem opowiadań Wszystko spłonie od jednej zapałki oraz Hannibal Lecter i przyjaciele (2002, FA-art). Publikował w Życiu i w Gazecie Polskiej, pomiędzy 1998 a 2002 rokiem zamieszczał eseje w krakowskich Arcanach. W telewizji TVN realizował m.in. programy: Nie do wiary, Nauka Jazdy, Usterka. Reżyseruje seriale TVN W11 – Wydział Śledczy, Detektywi i Szpital. W 2013 zadebiutował filmem fabularnym TVN Mój biegun z cyklu „Prawdzie historie” na motywach biografii Jana Meli, z Maciejem Musiałem w roli głównej. Jest wykładowcą w Policealnej Szkole Filmowo-Artystycznej AMA.

## Filmografia
Reżyseria
- 2024: Zrównać z ziemią - film dokumentalny – fabularyzowany
- 2023: Weigl. Zwyciężyć tyfus - film fabularny
- 2023: Loret - leśnik z charakterem - film fabularny
- 2021-2024: Na Wspólnej - serial TVN
- 2020: LAB - serial TVN
- 2019: 1800 gramów – film fabularny
- od 2014: Szkoła – serial TVN
- 2013: Szpital – serial paradokumentalny, reżyseria
- 2013: Mój biegun – film fabularny, reżyseria[3]

Realizacja
- 2005–2012: Detektywi – serial paradokumentalny,
- 2004–2013: W11 – Wydział Śledczy – serial paradokumentalny
- 2001: Nauka Jazdy – telenowela dokumentalna[3]

## Nagrody
- Mój biegun – Cine (Golden Eagle Award) w kategorii: Independent (Unaffiliated) Division – Fiction Feature (2011)[4], Accolade Film, Television, New Media & Videography Awards Award of Excellence (2011) w kategorii: Independent (Unaffiliated) Division – Fiction Feature (2011)[5]; Los Angeles Movie Award za najlepszy scenariusz w kategorii Narrative Feature (2012)[6][3].